# Iurkivți, Moghilău
Iurkivți (în ucraineană Юрківці) este o comună în raionul Moghilău, regiunea Vinnița, Ucraina, formată numai din satul de reședință.

## Demografie
Componența lingvistică a satului Iurkivți
     Ucraineană (97,78%)
     Rusă (1,89%)
     Alte limbi (0,27%)
Conform recensământului din 2001, majoritatea populației satului Iurkivți era vorbitoare de ucraineană (97,78%), existând în minoritate și vorbitori de rusă (1,89%).